# Alain Lorieux
Alain Lorieux (La Tronche, 26 marzo 1956) è un ex rugbista a 15 francese.

## Biografia
Cresciuto sportivamente a Seyssins (Isère) e vigile del fuoco di professione, militò per quattro stagioni al Grenoble prima di terminare ad Aix-les-Bains, dove vive tuttora.
Esordì in Nazionale nel luglio del 1981 a Brisbane contro l'Australia e prese successivamente parte ai tornei del Cinque Nazioni del 1982, 1984 e dal 1987 al 1989, vincendo questi ultimi consecutivamente, rispettivamente con il Grande Slam, a pari merito con il Galles e in solitaria.
Alla Coppa del Mondo di rugby 1987 si distinse nella semifinale disputata contro l'Australia, nel corso della quale marcò la meta del momentaneo sorpasso sugli Wallabies e successivamente iniziò l'azione con cui Serge Blanco segnò i punti decisivi per mandare la Francia in finale, nella quale fu poi sconfitta dalla Nuova Zelanda.
Disputò il suo ultimo test match a Lilla nel 1989, ancora contro l'Australia, nel corso del torneo celebrativo dei 200 anni della rivoluzione francese.
Dopo il ritiro, congedatosi dai Vigili del Fuoco, ha assunto la direzione di un campeggio ad Aix-les-Bains, in Savoia.